# Simala
Simala település Olaszországban, Szardínia régióban, Oristano megyében. Lakosainak száma 284 fő (2023. január 1.). Simala Baressa, Curcuris, Gonnoscodina, Gonnosnò, Masullas és Pompu községekkel határos.

## Népesség
A település lakossága az elmúlt években az alábbi módon változott:
| Lakosok száma | 325  | 315  | 284  |
|               | 2017 | 2018 | 2023 |